# Pomoranča (muzička grupa)
Pomaranča (En: Orange), je slovenački i jugoslovenski hevi metal bend osnovan u Ljubljani 1979. godine. Bend je bio jedan od najzapaženijih izvođača jugoslovenske hevi metal scene.

## Biografija
Pomaranču su 1979. godine formirali Zlatko Magdalenič (vokal), Miloje „Mijo“ Popovič (gitara), Marko Herak (bas gitara), Tomaž Žontar (klavijature) i Franc Teropšič (bubnjevi). Popovič je ranije vodio bend Trije Norci Tolčejo (Tri budale kucaju), poznat i kao TNT. U početku je zvuk benda bio pod uticajem Deep Purple-a i AC/DC-a, ali su se kasnije okrenuli ka zvuku pod uticajem NWOBHM-a (The new wave of British heavy metal), zadržavajući elemente bluza.
Bend je izabrao svoje ime po romanu Entonija Berdžesa - A Clockvork Orange (Paklena pomarandža) i filmu Stenlija Kjubrika zasnovanom na knjizi, a buduća izdanja benda će sadržati nekoliko referenci na ova dela.
Godine 1980. pojavilo se prvo izdanje benda, singl od 7 inča sa pesmama „Soldat“ („Vojnik“) i „Mladost“ („Mladost“), objavljen za PGP RTB. Usledila su dva singla od 7 inča objavljena 1981. godine, prvi sa pesmama „Alkohol” („Alkohol”) i „Gozba zla” („Praznik zla”), a drugi sa pesmama „Mleko z noži”(„Mleko sa noževima“, naslov koji se odnosi na piće koje se služi u izmišljenom Korova Milk Baru iz A Clockvork Orange) i „Krvave čipke“ („Krvava čipka“).
Bend je privukao novu pažnju javnosti svojim nastupom na festivalu Novi rok 1981. u Ljubljani.
Iste godine Pomaranča objavljuje svoj kultni prvenac, koji se smatra prvom hevi metal pločom u istoriji Slovenije, pod nazivom Peklenska Pomaranča (prva pesma im je bila „Soldat“).
Godine 1982. nastupaju u Hali Pionir (Beograd) kao gosti na koncertu Gilana (Ian Gilan - Dep Parpl). Septembra iste godine nastupaju na hevi metal festivalu u Hali Sportova u Zagrebu, zajedno sa bendovima kao što su Motorhead, Uriah Heep, Gillian, Badgie i Atomic Rooster.
Godine 1983. bend je izdao svoj drugi studijski album, Madbringer na engleskom jeziku, pod imenom Orange, u pokušaju da se probije na strano tržište, ali album je doživeo mali međunarodni uspeh.
Uopšte, 1983. je bila veoma uspešna godina za Pomaranču. Iste godine grupa je izvela solo nastup na stadionu Šiška u Ljubljani, kome je prisustvovalo četiri hiljade njihovih pratilaca.
Ništa šokantno se nije dešavalo sve do 1985. godine, a onda su počele velike promene u bendu - klavijaturista Tomaž Žontar, bubnjar Franc Teropšič i pevač Zlatko Magdalenič odlučili su da napuste grupu. Bend nije ni tražio novog klavijaturistu, Franka Teropšiča na bubnjevima je nasledio Roman Škraba (bivši Na lepem mizni), ali im je ipak hitno bio potreban pevač. Zamjena za Zlatka Magdaleniča pronađena je u sarajevskom pjevaču Šefiku Kardumoviću – Šekiju (bivši Kvo Vadis). Sa njim su snimili svoj sledeći album "Orange III" i objavili ga 1985. godine. Ubrzo nakon objavljivanja albuma, 1986. godine, grupa se raspala.
Pomaranča se nakratko okuplja 1988. godine, da održi koncert u znak podrške uhapšenom disidentu i budućem premijeru Slovenije Janezu Janši.
Bend se ponovo okupio 1990. godine, nastupajući kao predgrupa na koncertu Alice Coopera u Zagrebu u Hali Sportova pred 6.000 ljudi.
Godine 1993. bend je objavio kompilaciju ’’Nekaj paklenskih’’, na kojoj su bile njihove stare pesme, kao i dosad neobjavljeni snimci.
Godine 1995. bend je objavio peti studijski album, ’’Takoj se dava dol’’, na kojem su originalni bubnjar Franc Teropšič i novi vokal Boris Krmac.
Iako nikada zvanično nije objavio raspad, bend je ponovo završio sa radom u drugoj polovini 1990-ih, a Popovič se posvetio komponovanju dečije muzike. Pomaranča bi se povremeno okupljala tokom narednih decenija.
Tako su 21. aprila 2001. godine, posle dužeg vremena, izašli na scenu na manifestaciji Heavi metal night IV (klub K4 u Ljubljani), gde su, kao zvezde večeri, još jednom dokazali da uprkos svojim godinama nikako ne mogu biti otpisati.
Narednih godina povremeno nastupaju u klubovima i na koncertima širom Slovenije.
Članovi benda su se pojavili u dokumentarnom filmu ’’Železne stopinje’’ iz 2017. godine u režiji Denisa Brnčića i Dajnomira Gorjanca koji se bavi istorijom slovenačke hevi metal scene.
U 2019. godini Pomaranči se pridružuje novi pevač Matić Nareks, a 40 godina postojanja proslavljaju na "Metaljot Raspaljot open air" festivalu u Laškom.
Franc Teropšič je umro 9. septembra 2022, a Marko Herak 31. oktobra iste godine.
Povodom obeležavanja 45. godišnjice, i u čast preminulih, Pomoranča se sa novom postavom Tilen Hudrap (bas gitara), Matić Nareks (vokal), Matjaž Vinkler (bubnjevi), Miloje (Mijo) Popović (gitara originalnog benda) kao i originalni klavijaturista iz prve postave Tomaž Žontar organizuje koncert u bioskopu Šiška u Ljubljani 06. juna 2024.

## Sadašnja postava
- Miloje (Mijo) Popović (gitara originalnog benda)
- Tilen Hudrap (bas gitara)
- Matjaž Vinkler (bubnjevi)
- Matić Nareks (vokal)

## Bivši članovi
- Tone Krašovec (vokal originalnog benda)
- Marko Herak (bas gitara)
- Franc Teropšič - Boba (bubnjevi)
- Zlatko Magdalenič (vokal)
- Tomaž Žontar (klavijature originalnog benda)
- Roman Škraba (bubnjevi)
- Šefik Kardumović - Šeki (vokal)

## Diskografija

### Studijski albumi
- Peklenska pomaranča (1981)[4]
- Madbringer (1983)[5]
- Orange III (1985)[6]
- Takoj se dava dol (1995)[7]

### Kompilacije
- Nekaj peklenskih (1993)[8]

### Singlovi
- Soldat / Mladost (1980)
- Alkohol / Gozba zla (1981)
- Mleko z noži / Krvave čipke (1981)

## Spoljašnje veze
- Zvanična Facebook stranica
- Pomaranča na sajtu Discogs
- Pomaranča na sajtu Encyclopaedia Metallum
- Pomaranča na sajtu My Space
- Last.Fm stranica benda
- Yumetal forum topic Pomaranča

## Literatura
- Janjatović, Petar (2024). Ex YU rock enciklopedija : 1960-2023. Beograd: Makart.  132161033.